# ヒジャーズ王国

ヒジャーズ王国
المملكة الحجازية الهاشمية

緑色の部分がヒジャーズ王国の領域

ヒジャーズ王国（ヒジャーズおうこく、アラビア語: مملكة الحجاز, ラテン文字転写: Mamlakat al-Ḥiǧāz）は、1916年から1932年の間、アラビア半島西部に存在した国家である。1925年のハーシム家支配終焉をもってヒジャーズ王国滅亡とすることが多いが、実際はヒジャーズの国名は名目上その後しばらく存在し、サウジアラビアの一部を構成していた。

## 建国とハーシム朝時代
ヒジャーズ王国の創始者はフサイン・イブン・アリーであり、彼はイスラム教の創始者であるムハンマドの子孫に当たり、13世紀からヒジャーズ地域をエジプトやオスマン帝国の属国として支配してきたハーシム家の一族である。彼は青年トルコ党によりマッカ（メッカ）の太守（シャリーフ）に任命され、次第に頭角を現していった。こうして第一次世界大戦中の1915年にはイギリスの駐エジプト高等弁務官ヘンリー・マクマホンと「フサイン＝マクマホン協定」を結び、ついにオスマン帝国に対して反旗を翻した（アラブ反乱）。このようなイギリスからの支援もあって、1916年、ヒジャーズ王国は建国された。
フサインは「アラブ人の王」を称した。これは、自身こそがアラブ地域全体の王になるにふさわしいと宣言している訳だが、建国当初に実効支配していた領域は紅海沿岸のヒジャーズ地域のみであった。またイギリスはフサイン＝マクマホン協定ではアラブ国家の建設を支持していたものの、その後結んだサイクス・ピコ協定でアラブ地域の分割を決めたこともあって、フサインがアラブ地域全体を統一した形でアラブ国家を建設することを望んでいなかった。このような背景から「アラブ人の王」を名乗るものの、実体はあくまでトルコ主権下でのメッカのシャリーフ自治領が独立して王国を称しただけにすぎなかった。
フサインはさらに、1924年にカリフに即位する。これはトルコ共和国で最後のカリフが廃位されたことを受けての行動であった。しかし、一地方政権の王に過ぎないにもかかわらず、全世界のスンナ派ムスリムの精神的支柱であるカリフに即位したことは「僭称」と受け取られ、ヒジャーズだけではなくアラブ地域全体で有力者層の猛反発と怒りを買い、フサインは孤立する。そして、このような状況の中で、長年にわたり対立してきたワッハーブ派のイブン・サウード率いるナジュド・スルタン国がヒジャーズ王国に攻め入ると、フサインは退位させられ、息子のアリー・イブン・フサインに譲位してキプロス島へ亡命することとなった。
後を継いだアリーはイブン・サウードとの和睦を試みるも失敗し、本拠地であるマッカを失った上、1925年には残るマディーナ（メディナ）とジェッダも陥落する。アリーは一族とともにイラクへ逃れ、ここにハーシム家のヒジャーズ支配は終わりを告げ、独立王国の王としては2代9年で終焉を迎える。なお、ヒジャーズ領のうち、イギリス軍が防衛するアカバのみはヨルダンに併合される。

## サウード朝時代と消滅
サウード家が占領後、イブン・サウードの子で後の3代目サウジアラビア国王のファイサルがヒジャーズ知事を務め、1926年にイブン・サウードはヒジャーズ王就任を宣言。さらに1931年ナジュドとの連合王国（ナジュド及びヒジャーズ王国）になった。1932年に連合王国がサウジアラビア王国と改称することで、名実ともに消滅する。

## 歴代君主
1. フサイン・イブン・アリー（在位：1916年 - 1924年）
2. アリー・イブン・フサイン（英語版）（在位：1924年 - 1925年）